# Volvic-Stein
Der Volvic-Stein von hellgrauer Farbe ist vulkanischen Ursprungs. Er fand im Baugewerbe reiche Verwendung, insbesondere im französischen Département Puy-de-Dôme in der Umgebung von Clermont-Ferrand und Riom. Er stammt vorwiegend aus in der Nähe von Volvic gelegenen Stollen und Steinbrüchen.

## Geologie

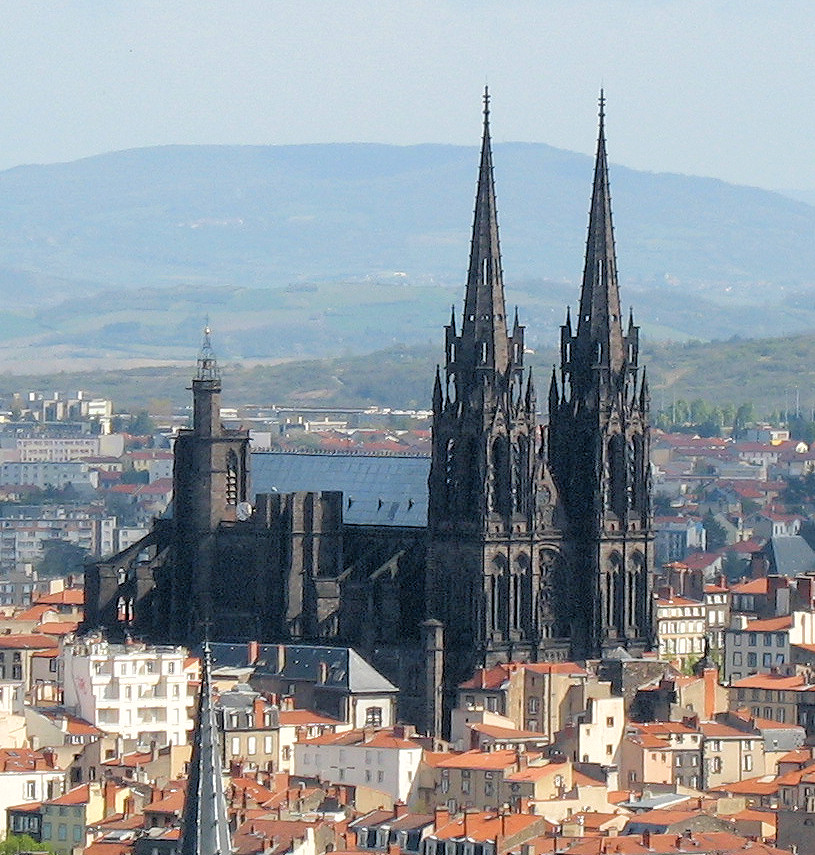
Die Kathedrale von Clermont-Ferrand, erbaut aus Volvic-Stein.

Der Volvic-Stein, franz. pièrre de Volvic, auch lave de Volvic oder andesite de Volvic, ist ein Trachyandesit, aus dem sich der oberste Lavastrom des Puy de la Nugère zusammensetzt. Der Puy de la Nugère hat im Zeitraum 14.000 bis 10.000 Jahre BP eine recht komplexe Eruptionsgeschichte durchlaufen. In seinem letzten effusiven Stadium sonderte er Lavaströme ab, unter anderem den Trachyandesit des Volvic-Steins.

### Beschreibung
Das Gestein ist ein relativ phänokristallarmer Vulkanit von grauer Färbung. Es besitzt viele kleine, unregelmäßig geformte Blasen (Vakuolen) und wirkt nahezu bimsartig.  Mit dem Auge gut erkennbare Phänokristalle sind Hornblende (Amphibol) und Plagioklas (Andesin).  Weitere seltenere Phänokristalle sind Klinopyroxen, Eisen-Titan-Oxid, Apatit und Zirkon. Als Mikrolithen liegen Olivin, Alkalifeldspat und Pigeonit vor. Unter dem Mikroskop können zwei Generationen von Mikrolithen unterschieden werden: Hornblende und Andesin als gröbere Fraktion, unter die sich kleinere Mikrolithen von Oligoklas und Pyroxen, ihrerseits umgeben von hellem Glas, gemischt haben.
Der Stein ist frostbeständig und gegenüber Chemikalien resistent. Sein Ausdehnungskoeffizient ist gering und das Gestein daher für Bauvorhaben gut geeignet.

### Geochemische Zusammensetzung
Geochemisch kann der Volvic-Stein als kaliumführender Benmoreit klassifiziert werden, der folgende Zusammensetzung seiner Hauptelemente besitzt:
| Oxid Gew. % | Volvic-Stein K-Benmoreit |
| ----------- | ------------------------ |
| SiO2        | 57,10                    |
| TiO2        | 1,12                     |
| Al2O3       | 17,89                    |
| Fe2O3       | 6,83                     |
| FeO         |                          |
| MnO         | 0,19                     |
| MgO         | 1,94                     |
| CaO         | 4,53                     |
| Na2O        | 5,42                     |
| K2O         | 3,40                     |
| P2O5        | 0,55                     |
| H2O         | 0,05                     |

Der Volvic-Stein ist an Quarz untersättigt und enthält normativ kein Nephelin, jedoch Olivin. Es lassen sich folgende Normativkomponenten bestimmen: or 20,42 %, ab 46,60 %, an 14,69 %, wo 1,88 %, di 1,90 %, en 2,88, fs 4,32, ol 2,36, mt 1,50 %, il 2,16 % und ap 1,33 %. Das Gestein liegt somit im Grenzbereich zwischen den an SiO2-untersättigten zu den an SiO2-übersättigten Gliedern der alkalischen Fraktionierungsserie in der Chaîne des Puys – wobei die untersättigten Glieder durch normatives Nephelin und die übersättigten Glieder durch das Auftreten von Tridymit oder Cristobalit und normativem Olivin gekennzeichnet werden.

### Datierung
Im Zusammenhang mit einer Untersuchung des Volvic-Steins wurde eine Datierung des letzten eruptiven Stadiums am Puy de la Nugère (Stadium 4) mittels Thermoluminiszenz an Plagioklas vorgenommen. Sie ergab 10.900 ± 1.200 Jahre BP.

## Abbau
Der Volvic-Stein stammt (wie der Name andeutet) aus Steinbrüchen des westlichen Gemeindegebiets von Volvic. Der Abbau dürfte eine sehr lange Tradition haben. Ein Höhepunkt in der Werksteingewinnung ging zweifellos mit der Erbauung der Kathedrale von Clermont-Ferrand im 13. Jahrhundert einher.
Der Stein wurde anfangs noch untertägig im Stollenbetrieb abgebaut. Im 19. Jahrhundert erfolgte der Übergang zum Steinbruchbetrieb, wodurch das Abbauvolumen drastisch gesteigert wurde. Während des 19. und 20. Jahrhunderts wurden die Abbaumethoden weitgehend mechanisiert. Zwischen den beiden Weltkriegen waren noch 500 Arbeiter mit dem Abbau beschäftigt. Seitdem ist die Produktion jedoch stark rückläufig.

## Verwendung

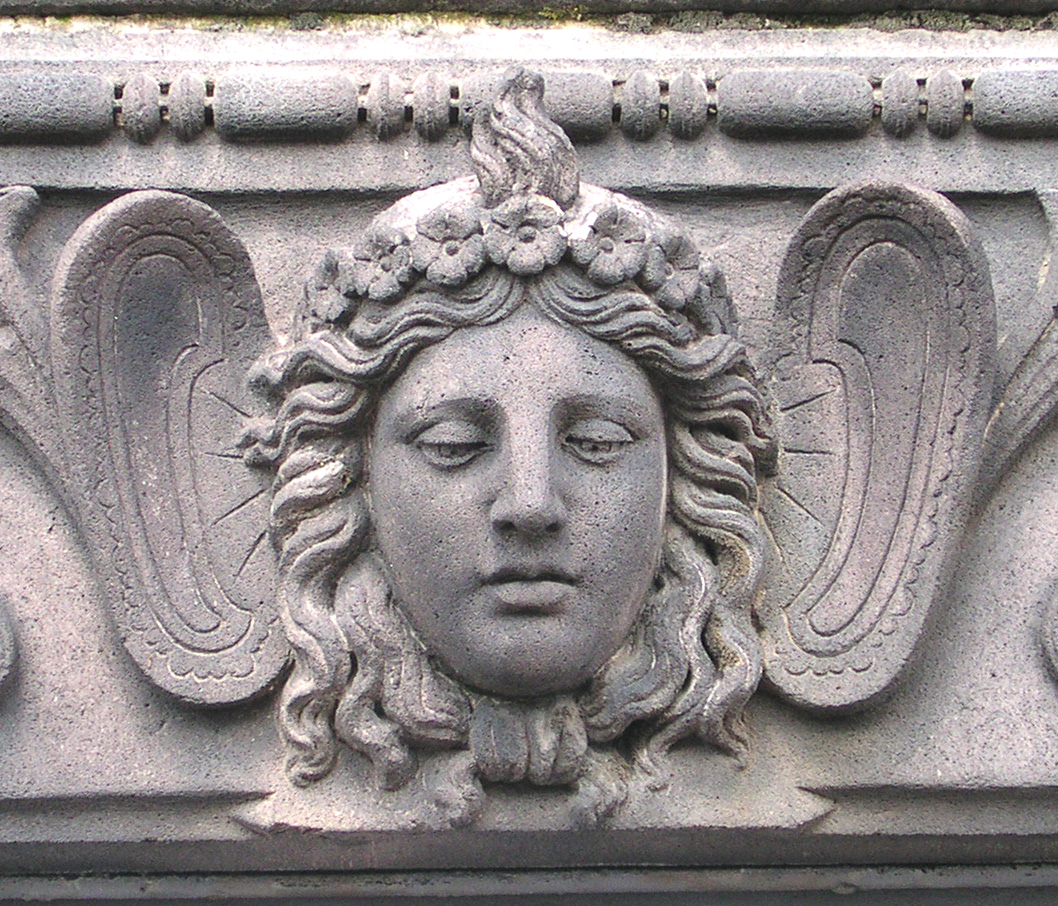
Frauenskulptur vom Friedhof Cimetière des Carmes in Clermont-Ferrand

Die Materialeigenschaften des Volvic-Steins machen aus ihm einen ausgezeichneten Werkstein. Bereits im 12. und im 13. Jahrhundert wurde er für den Kirchenbau in der Umgebung von Clermont-Ferrand verwendet und griff dann von hier aus auch auf andere Städte der Basse Auvergne wie beispielsweise Riom über. Neben seiner Verwendung für Sakralbauten fand der Stein nun auch mehr und mehr Eingang in den Profanbereich der Städte und verlieh ihnen wegen seiner dunklen Erscheinung eine spezielle Note. Beispiele für die Profanarchitektur sind das Hôtel Savaron aus dem Jahr 1513 oder der Brunnen Fontaine d’Amboise aus dem Jahr 1515, beide in Clermont-Ferrand.
Einen neuen Aufschwung verdankte der Volvic-Stein ab 1812 Gaspard de Chabrol, einem Polytechniker und Präfekt des Département Seine. Er ließ zahlreiche öffentliche Straßen- und Wegebauarbeiten ausführen, wobei  der Volvic-Stein für Bürgersteigbordüren und andere Verwendungszwecke eingesetzt wurde.
Wegen seiner Textur und seiner Härte ist der Volvic-Stein ein ideales Material für Skulpturen. Auch bei zahlreichen Grabdenkmälern fand er Verwendung. Gute Beispiele für Skulpturen aus Volvic-Stein lassen sich auf dem Chemin Fais'Art, einen Kunst-Rundwanderweg bei Chapdes-Beaufort, begutachten.
Seine gute Temperaturbeständigkeit und sein hoher Schmelzpunkt (bei ungefähr 1500 °C) erlauben es, den Stein mit Email zu überziehen, was bei einer Durchschnittstemperatur von 900 °C geschieht. Dieses Verfahren wurde von  Gaspard de Chabrol initiiert. Als Präfekt des Départements Seine zwischen 1812 und 1815 ließ er in Paris erstmals emaillierte Straßenschilder aufstellen.  Seine Initiative wurde dann 1844 durch einen Erlass des Präfekten Claude-Philibert Barthelot de Rambuteau rechtlich verewigt.

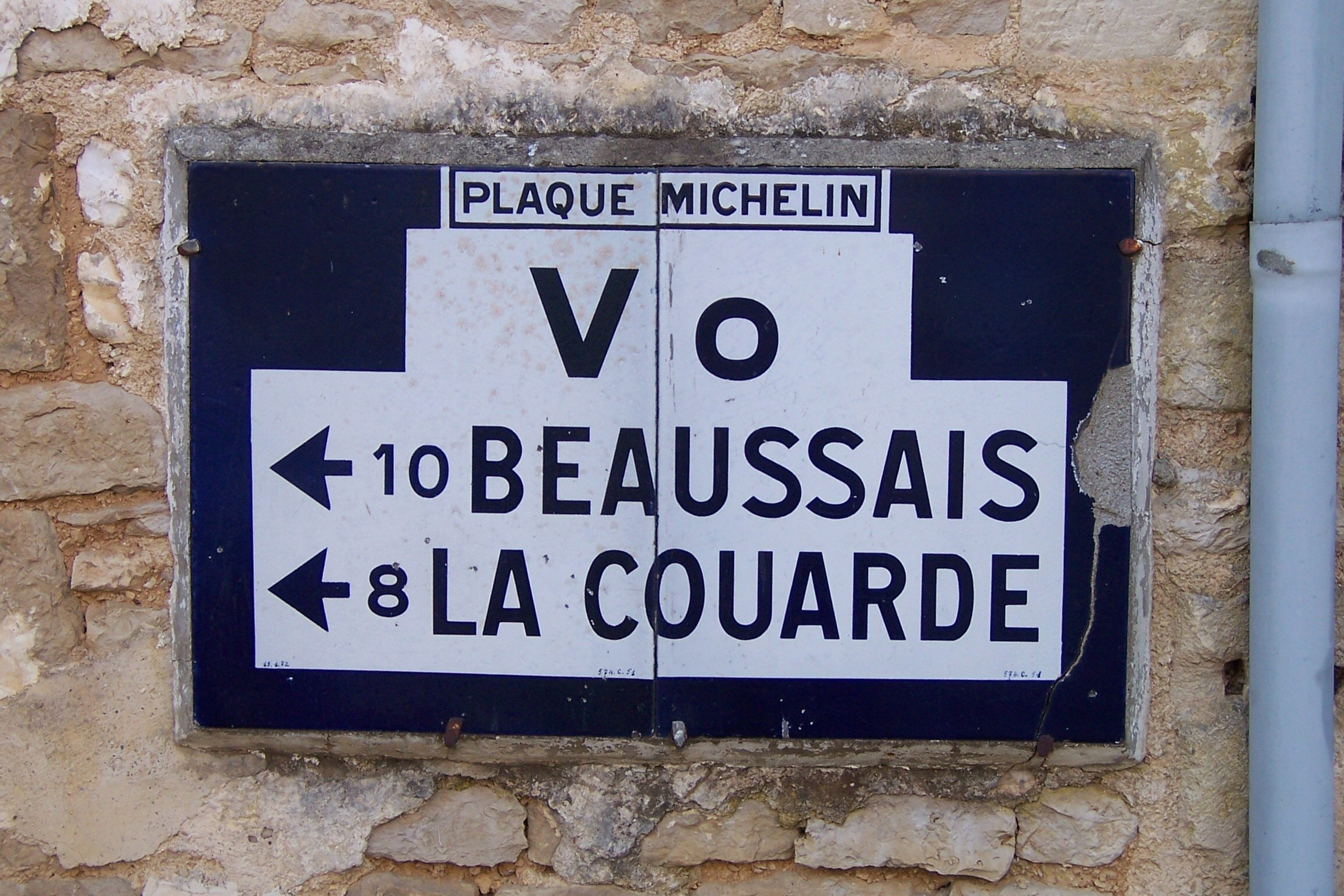
Michelin-Straßenschild im Département Deux-Sèvres

Auch der Reifenhersteller Michelin benutzte den Volvic-Stein für Orts- und Straßenschilder.
Der Verbrauch an Volvic-Stein ist mittlerweile zurückgegangen, der Stein kommt aber immer noch im Kunstgewerbe und insbesondere bei Panoramatafeln zum Einsatz.

## Bauwerke mit Volvic-Stein

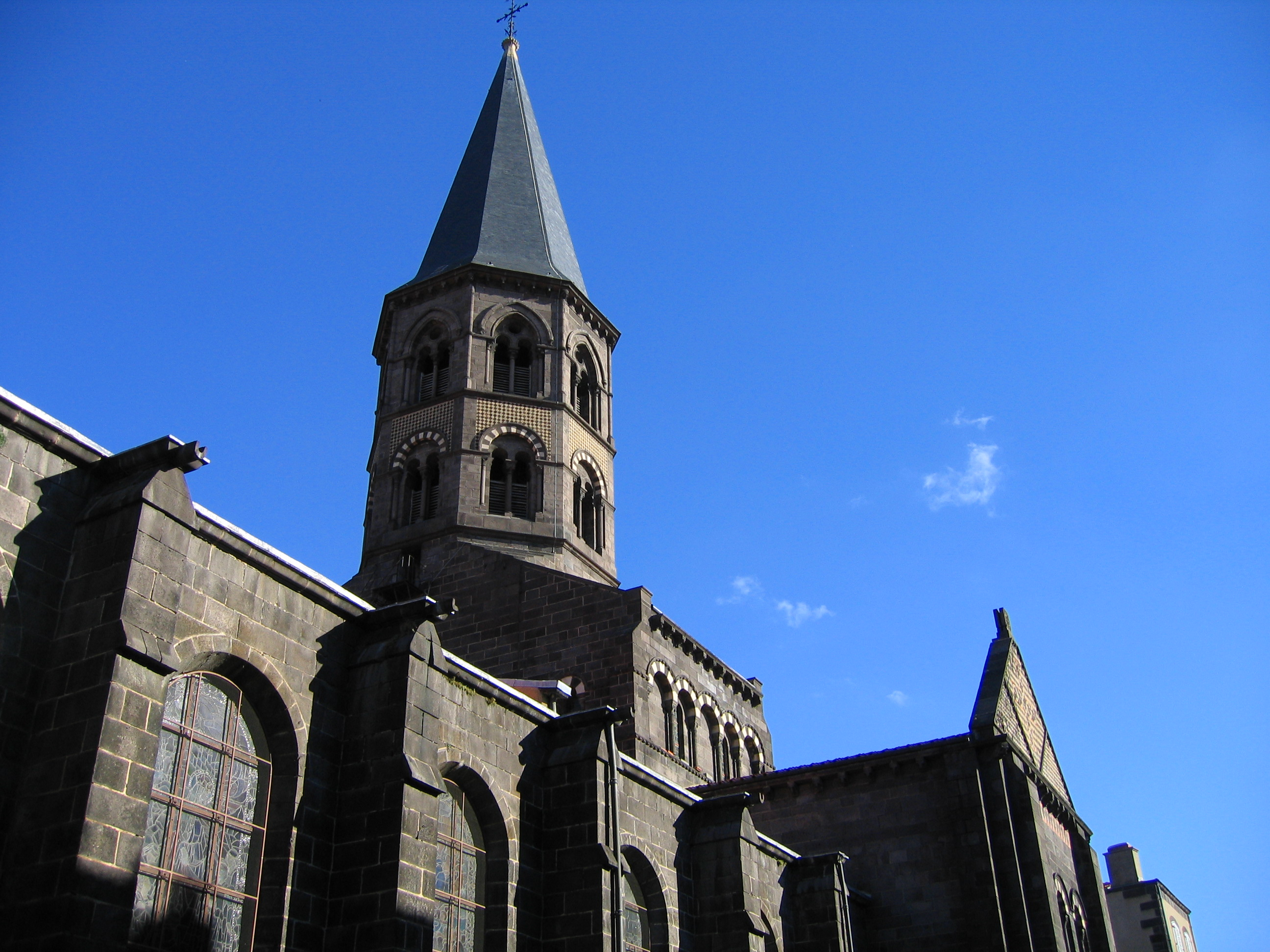
Die Basilika Saint-Amable in Riom

Schriftliche Erwähnung fand der Volvic-Stein erstmals im Jahr 1254. Er wurde jedoch schon fast ein Jahrhundert früher in Riom beim Bau von Saint-Amable eingesetzt. Das älteste bekannte Bauwerk mit Volvic-Stein ist die Kirche Notre-Dame in Herment aus dem Jahr 1145, Notre-Dame-de-Port in Clermont dürfte aber wahrscheinlich noch etwas älter sein.

### Sakralbauten
Folgende Kirchenbauwerke benutzten Volvic-Stein:
- Basilika Saint-Amable in Riom – ab 1150
- Sainte-Chapelle in Riom – 1395 bis 1403
- Kirche Notre-Dame in Orcival – 1146
- Stiftskirche Saint-André in Besse-et-Saint-Anastaise
- Kirche Notre-Dame d'Herment in Herment – 1145
- Kapelle Notre-Dame de Beaurepaire in Clermont – 1220 bis 1230
- Basilika Notre-Dame-du-Port in Clermont – nach 1100
- Kathedrale von Clermont-Ferrand – ab 1248
- Kirche Sainte-Illide d'Alleuze in Alleuze – Portal aus dem 12. Jahrhundert
- Kirche Saint-Nectaire in Saint-Nectaire – Kapitelle, 1146 bis 1176
- Kirche Saint-Donat in Saint-Donat – Skulpturelemente, 12. Jahrhundert
- Kirche Saint-Saturnin in Saint-Saturnin – Kapitelle, 12. Jahrhundert
- Kirche Saint-Mary de Colamine in Vodable – Portal, 12. Jahrhundert
- Kirche Saint-Gal in Antoingt – Portal
- Kirche Saint-Jean-Baptiste in Vernols

### Profanarchitektur

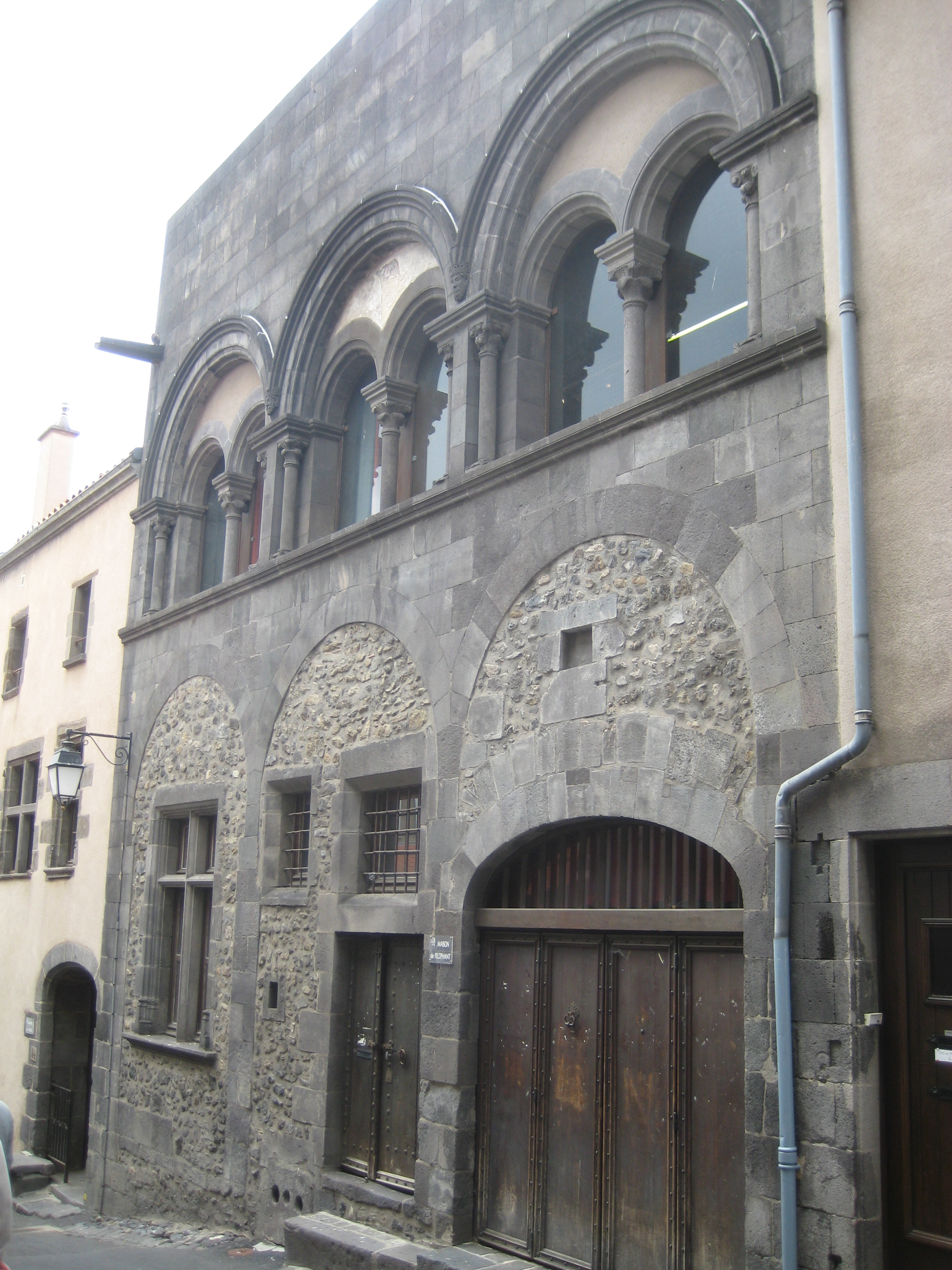
Maison de l'Éléphant in Montferrand

Beispiele für Profanarchitektur mit Volvic-Stein sind:
- Tour de l'Horloge in Riom – 1400
- Hôtel de la Chanterie in Montferrand – um 1200
- Maison d’Adam et Ève in Montferrand
- Maison de l’Éléphant in Montferrand
- Hôtel Savaron in Clermont – 1513
- Fontaine d’Amboise in Clermont